# Brokaloe
Brokaloe (Aloe bakeri) är en art familjen afodillväxter från Madagaskar. Brokaloe odlas ibland som krukväxt i Sverige.

## Synonymer
- Guillauminia bakeri (Scott-Elliot) P.V.Heath